# Technetium (99mTc) sestamibi
Technetium (99m Tc) sestamibi (INN) (thường là sestamibi; USP: Technetium Tc 99m sestamibi; tên thương mại Cardiolite) là một tác nhân dược phẩm được sử dụng trong hình ảnh y học hạt nhân. Thuốc là một phức hợp phối hợp bao gồm các đồng vị phóng xạ Technetium-99m liên kết với sáu phối tử methoxyisobutylisonitrile (MIBI). Các anion không được xác định. Thuốc chung có sẵn vào cuối tháng 9 năm 2008. Quét bệnh nhân sử dụng MIBI thường được gọi là "quét MIBI".
Sestamibi chủ yếu được sử dụng để hình ảnh cơ tim (cơ tim). Nó cũng được sử dụng trong quá trình điều trị cường cận giáp nguyên phát để xác định u tuyến cận giáp, cho phẫu thuật phóng xạ tuyến cận giáp và điều trị ung thư vú có thể.

## Hình ảnh tim (quét MIBI)
Quét MIBI hoặc quét sestamibi hiện là một phương pháp phổ biến của hình ảnh tim. Technetium (99m Tc) sestamibi là một cation lipophilic, khi được tiêm tĩnh mạch vào bệnh nhân, phân phối trong cơ tim tỷ lệ thuận với lưu lượng máu cơ tim. Chụp cắt lớp vi tính phát xạ đơn (SPECT) của tim được thực hiện bằng máy ảnh gamma để phát hiện các tia gamma phát ra từ Technetium-99m khi nó phân rã.
Hai bộ hình ảnh được mua lại. Đối với một bộ, 99m Tc MIBI được tiêm trong khi bệnh nhân đang nghỉ ngơi và sau đó cơ tim được chụp ảnh. Trong tập thứ hai, bệnh nhân bị căng thẳng do tập thể dục trên máy chạy bộ hoặc dược lý. Thuốc được tiêm ở mức căng thẳng cao nhất và sau đó hình ảnh được thực hiện. Kết quả là hai bộ hình ảnh được so sánh với nhau để phân biệt thiếu máu cục bộ với các vùng nhồi máu của cơ tim. Kỹ thuật hình ảnh này có độ nhạy khoảng 90%. Hình ảnh nghỉ ngơi chỉ hữu ích để phát hiện tổn thương mô, trong khi hình ảnh căng thẳng cung cấp bằng chứng về bệnh động mạch vành (thiếu máu cục bộ).

### Với dipyridamole (quét MIBI Persantine)
Khi kết hợp với thuốc dipyridamole, một tên thương hiệu là Persantine, quét MIBI thường được gọi là quét MIBI Persantine.

## Hình ảnh tuyến cận giáp
Trong cường cận giáp nguyên phát, một hoặc nhiều trong bốn tuyến cận giáp sẽ phát triển một khối u lành tính gọi là adenoma hoặc trải qua tăng sản do rối loạn cân bằng nội môi. Tuyến cận giáp chiếm 99m Tc MIBI sau khi tiêm tĩnh mạch, và cổ của bệnh nhân được chụp bằng camera gamma để hiển thị vị trí của tất cả các tuyến. Hình ảnh thứ hai thu được sau thời gian rửa trôi (khoảng 2 giờ) và ty thể trong các tế bào oxyphil của các tuyến bất thường giữ lại 99m Tc được nhìn thấy bằng camera gamma. Phương pháp chẩn đoán hình ảnh này sẽ phát hiện 75 đến 90 phần trăm tuyến cận giáp bất thường trong cường cận giáp nguyên phát. Sau đó, một bác sĩ phẫu thuật nội tiết có thể thực hiện phẫu thuật cắt bỏ tuyến cận giáp tập trung (ít xâm lấn hơn so với phẫu thuật truyền thống) để loại bỏ tuyến bất thường.

### Phẫu thuật phóng xạ của tuyến cận giáp
Sau khi điều trị, 99m Tc MIBI thu thập trong các tuyến cận giáp hoạt động quá mức. Trong quá trình phẫu thuật, bác sĩ phẫu thuật có thể sử dụng đầu dò nhạy với tia gamma để xác định vị trí tuyến cận giáp hoạt động quá mức trước khi loại bỏ nó.

## Hình ảnh vú
Thuốc cũng được sử dụng trong đánh giá các nốt vú. Các mô vú ác tính tập trung 99m Tc MIBI đến một mức độ lớn hơn và thường xuyên hơn so với bệnh lành tính. Như vậy, đặc tính hạn chế của dị thường vú là có thể. Scintimammography có độ nhạy và độ đặc hiệu cao đối với ung thư vú, cả hơn 85%.
Gần đây, các bác sĩ X quang vú quản lý liều thấp hơn 99m Tc sestamibi (khoảng 4–8 mCi hay 150–300 MBq) để chụp ảnh phân tử vú (MBI) quét cho độ nhạy cao (91%) và độ đặc hiệu cao (93%) để phát hiện ung thư vú. Tuy nhiên, nó có nguy cơ gây ung thư cao hơn, khiến nó không thích hợp để sàng lọc ung thư vú nói chung ở bệnh nhân.
Tài liệu tham khảo cuối cùng được liệt kê     đề cập đến liều 20 milicurie (740 mêgabecơren), được sử dụng với hệ thống đầu đơn Dilon, đòi hỏi liều cao hơn vì chỉ có một camera được sử dụng (có nghĩa là máy ảnh cần có thể nhìn xuyên qua nhiều mô hơn). Liều  4–8 mCi (150–300 MBq), được sử dụng trong hai hệ thống MBI thương mại khác về cơ bản tương đương với chụp quang tuyến vú (4 mCi hay 150 MBq hoặc một tomosynthesis thi 8 mCi hay 300 MBq).
Vì ngay cả những liều nhỏ phóng xạ ion hóa được cho là có nguy cơ gây ung thư, MBI thường chỉ giới hạn ở những phụ nữ có mô vú dày đặc, thường có thể dẫn đến chụp quang tuyến vú không kết luận. Các nhà nghiên cứu tiếp tục dành thời gian của họ để cải thiện công nghệ, thay đổi các thông số quét và giảm liều cho bệnh nhân.